# ネルソン・マンデラ大学
ネルソン・マンデラ大学（ネルソン・マンデラだいがく、英語: Nelson Mandela University）は、南アフリカ共和国の都市ポート・エリザベスにある大学。2005年に3つの教育機関が合併して設立されたが、その歴史は1882年創立のポート・エリザベス芸術学校まで遡ることができる。設立時の名称はネルソン・マンデラ都市大学（Nelson Mandela Metropolitan University, 略称：NMMU）だった。
主に職業訓練を提供する大学で、ポート・エリザベスに6カ所、ジョージに1カ所のキャンパスを有する。

## 歴史
全国的な高等教育改革が議論されていた2002年、当時教育大臣を務めていたケイダー・アスマルが初めて設立計画を明らかにした。2004年1月にはその第一段階としてヴィスタ大学ポート・エリザベス・キャンパスがポート・エリザベス大学（UPE）に統合され、その翌年に第二段階としてポート・エリザベス・テクニコン（PEテクニコン）が統合されてネルソン・マンデラ都市大学が設立された。
なお、2004年の統合前からUPEはヴィスタ大学ポート・エリザベス・キャンパスを管理していた。またPEテクニコンはジョージにサテライトキャンパスを有しており、合併時にはこれも統合さレた。初代学長にはピウス・ランガ、初代理事長にはロニー・ピレイが就任した。
大学名が現名称に変更されたのは2017年7月20日である。

### PEテクニコン
PEテクニコンの前身であるポート・エリザベス芸術学校は、1882年に南アフリカ最初の芸術学校としてラッセル・ロードに設立された。その後高等技術教育カレッジ（CATE）と改名され、1974年にはサマーストランドのユニバーシティ・ウェイへ移転した。そして1979年にPEテクニコンとなる。また1994年には同じくサマーストランドにあったポート・エリザベス教員養成カレッジを統合し、カレッジ・キャンパスとして使用した。
1985年に農業学部として統合されたサースヴェルド・フォレストリー・カレッジの前身校は、1912年にケープタウンで設立されたトーカイ林業学校である。サウス・アフリカン・カレッジ・スクールの流れを汲む同校は1932年にジョージとナイズナの間に移転し、現在も同じ場所にキャンパスが存続している。
2001年にはサマーストランドから25km離れたストランデールに位置するアルゴア教育カレッジを統合し、アルゴア・キャンパスとなった。同年には市街地中心部にある建物を買収し、ジョージ・キャンパスを設置している。
2005年の大学統合時には、1万人以上の学生が所属していた。最後の学長はかつて下院議長も務めたフレーン・ギンワラ、副学長はへニー・スナイマン、理事長はクライヴ・スタントンである。

### ポート・エリザベス大学
ポート・エリザベス大学は、国内初の二言語教育（英語とアフリカーンス語）を行う大学として設立された。1964年に大学の設立許可が議会で通過し、1965年3月から授業が開始された。当初は歴史地区の中心部にあるバード・ストリートで授業が行われていたが、1974年にサマーストランドの新キャンパスへ移転した。学生寮やスポーツ施設を含む新キャンパスは翌年8月に正式オープンし、バード・ストリートの旧キャンパスは1979年まで使用された。なお旧キャンパスは廃止されたわけではなく、市街地で行うフィールドワークなどの際に利用されていた。
830ヘクタールに及ぶ新キャンパスの土地は市議会から譲渡されたものであり、1983年には国の土地として認められた。
新大学設立時には、学部生が9千人以上、通信生が5千人以上所属していた。最後の学長はブリガリア・バム、副学長はンタビサン・オグデ、理事長はトレヴォー・ジェニングス。

### ヴィスタ大学
ヴィスタ大学は1981年に設立された比較的新しい大学で、ポート・エリザベスのキャンパスが完成したのは1982年である。
1983年から授業を開始し、1991年には正式なキャンパスが完成した。またキャンパス完成後も工事は継続され、講堂や5,000人収容のアリーナも建設された。
統合時の学生数はおよそ2千人。

## 運営
学長は儀礼上の役職として置かれており、実際の運営は副学長によって行われる。副学長代理は研究、国際化、教育、人事・組織などさまざまな分野に置かれており、副学長の大学運営を補佐する。その下には各学部の学部長がおり、学部の運営を担当する。そのほか学生課長、キャンパス長などが設置されている。
現在の学長は2018年に就任したジェラルディン・フレーザー＝モレケティ、副学長は2017年就任のシボンジル・ムツワ、ジョージ・キャンパスのキャンパス長はカルケ・マウィラ、ミッションヴェール・キャンパスのキャンパス長はパカマ・ンツォンワナである。

## 学部・組織
2022年2月末現在、以下の学部・学科を有する。
| - 人文学部 - 政治学・社会学科 - 言語学・メディア・コミュニケーション学科 - 芸術学科 - ビジネス・経済学部 - ビジネススクール - 産業心理学・人事学科 - 会計学科 - 経済・開発・観光学科 - 経営学科 - 教育学部 - 初等教育学科 - 中等教育学科 - 学校外教育学科 - 卒業後教育学科 - 工学・建築・技術学部 - 建築学科 - 工学科 - 情報技術学科 - 土木学科 | - 保健学部 - 生活習慣科学科 - 診療所ケア学科 - 薬学科 - 行動科学科 - 医学科 - 法学部 - 公法部 - 商法部 - 私法部 - 刑法・訴訟法部 - 理学部 - 生体分子学・化学科 - 計算機科学・数学・物理学・統計学科 - 環境学科 - 天然資源管理学科 |

## キャンパス
現在ポート・エリザベスに6箇所と、ジョージに1箇所の合計7箇所にキャンパスを有している。サウス、ノース、セカンド・アベニュー、海洋科学の4キャンパスは海岸沿いのサマーストランド地区に置かれている。
- サウス・キャンパス：学内最大のキャンパスで、1965年に市議会から830ヘクタールの土地を供与されて設立された。その後1983年には国の自然保護区に指定されており、これは国内でも唯一の事例である。また大学主催のスポーツ試合なども開催される。
- ノース・キャンパス：サウス・キャンパスに隣接している。統合前はPEテクニコンのキャンパスとして利用されていた。
- セカンド・アベニュー・キャンパス：PEテクニコンのキャンパスとして利用されていた。現在はさまざまな学位プログラムで利用されており、ビジネススクールも立地している。
- ミッションヴェール・キャンパス：ポート・エリザベスとオイテンハーヘの間に位置している。かつてはヴィスタ大学（英語版）ポート・エリザベス・キャンパスとして利用されていた。
- バード・ストリート・キャンパス：1960年代にポート・エリザベス大学が設立される以前はローズ大学が使用していた[7]。市街地の中心に位置しており、かつてはビジネススクールが拠点としていた。
- ジョージ・キャンパス：ジョージの市街地中心部から8kmほど離れた場所に位置している。主に環境学、森林学、自然保護などの授業に特化したキャンパス[8]。